# The BDP Album
The BDP Album è l'undicesimo album solista del rapper statunitense KRS-One, pubblicato il 10 gennaio del 2012 e distribuito da 6.8.2 Records. Il titolo è un riferimento alla Boogie Down Productions.
David Jeffries gli assegna tre stelle e mezzo per Allmusic scrivendo: «dopo il suo fondatore e leader, il rapper KRS-One, il DJ Scott La Rock è il membro che molti fan associano a Boogie Down Productions [...] tuttavia KRS sostiene che BDP è presente ogni volta che c'è lui e chiunque altro scelga lui, quindi su The BDP Album, suo fratello Kenny Parker.»
| Recensione | Giudizio |
| ---------- | -------- |
| AllMusic   | [ 1 ]    |
| HipHopDX   | [ 2 ]    |

## Tracce
Testi e musiche di Lawrence Parker, Kenny Parker.
1. Kenny Parker Intro – 1:25
2. Tote Gunz – 3:23
3. Forever (featuring Channel Live) – 2:25
4. All Day – 4:09
5. The Solution – 3:31
6. Cypher Remix – 3:48
7. Introducing – 3:08
8. I Do This for You – 1:23
9. Comin' In – 2:51
10. Do It – 3:14
11. The Hustle – 3:13
12. Times Up (featuring Jesse West) – 3:14
13. 2012 – 3:34
14. What It Is / Outro (featuring Inyang Bassey) – 4:00

Durata totale: 43:18